# Julian Klar
Julian Klar (* 4. September 2000 in Wien) ist ein österreichischer Fußballspieler.

## Karriere
Klar begann seine Karriere beim ASK Bad Vöslau. Zur Saison 2011/12 wechselte er zum ASV Baden. Im September 2012 kam er in die Jugend des FC Admira Wacker Mödling, bei dem er ab der Saison 2014/15 auch sämtliche Altersstufen in der Akademie durchlief. Im Oktober 2017 spielte er gegen den FC Karabakh erstmals für die Amateure der Admira in der Regionalliga. Für Admira II kam er bis zum Ende der Saison 2017/18 fünfmal zum Einsatz. Zur Saison 2018/19 wechselte Klar zum Zweitligisten FC Blau-Weiß Linz, der ihn jedoch direkt nach Deutschland an die U-19 von Hannover 96 verlieh. Im Oktober 2018 stand er erstmals im Kader der Regionalligamannschaft Hannovers. Im Juni 2019 wurde die Leihe um eine Spielzeit verlängert und Klar rückte in den Kader von Hannover II auf. In der Saison 2019/20 kam er bis zum Saisonabbruch zu 15 Einsätzen in der Regionalliga.
Zur Saison 2020/21 kehrte er zunächst nach Linz zurück, verließ den Verein jedoch noch vor Saisonbeginn wieder. Nach mehreren Monaten ohne Verein wechselte er im Februar 2021 zum Bundesligisten SCR Altach, der ihn allerdings direkt als Kooperationsspieler an den Zweitligisten SV Horn verlieh. Sein Debüt in der 2. Liga gab er im April 2021, als er am 24. Spieltag der Saison 2020/21 gegen den SK Rapid Wien II in der Startelf stand. Sein Debüt verlief allerdings unglücklich, nach dem Erhalt von zwei Gelben Karten wurde er in der 74. Minute mit einer Roten Karte vom Platz gestellt. Bis zum Ende der Leihe kam er zu sechs Einsätzen in der 2. Liga. Im Juni 2021 wurde er von den Hornern fest verpflichtet. In der Saison 2021/22 absolvierte er dann 21 Zweitligapartien.
Zur Saison 2022/23 wechselte Klar ein zweites Mal nach Deutschland, diesmal zum Regionalligisten Berliner AK 07. Für die Berliner absolvierte er 21 Regionalligapartien. Nach einer Spielzeit verließ er den BAK wieder. Nach eineinhalb Jahren ohne Verein kehrte Klar im Jänner 2025 nach Österreich zurück und wechselte zum Regionalligisten ASV Siegendorf.